# Kurtz Ersa
Die Kurtz Holding GmbH & Co. Beteiligungs KG, kurz Kurtz Ersa, ist ein weltweit tätiger Technologiekonzern mit Sitz im unterfränkischen Kreuzwertheim. Das 1779 gegründete inhabergeführte Unternehmen produziert und vertreibt Schaumstoff- und Gießereimaschinen sowie Anlagen für die Elektronikfertigung und verfügt als Holding über 14 Tochtergesellschaften mit sieben Produktionsstätten und zehn Auslandsniederlassungen in Europa, Nordamerika und Asien.

## Geschichte

### Kurtz

#### 1799 bis Mitte 19. Jahrhundert

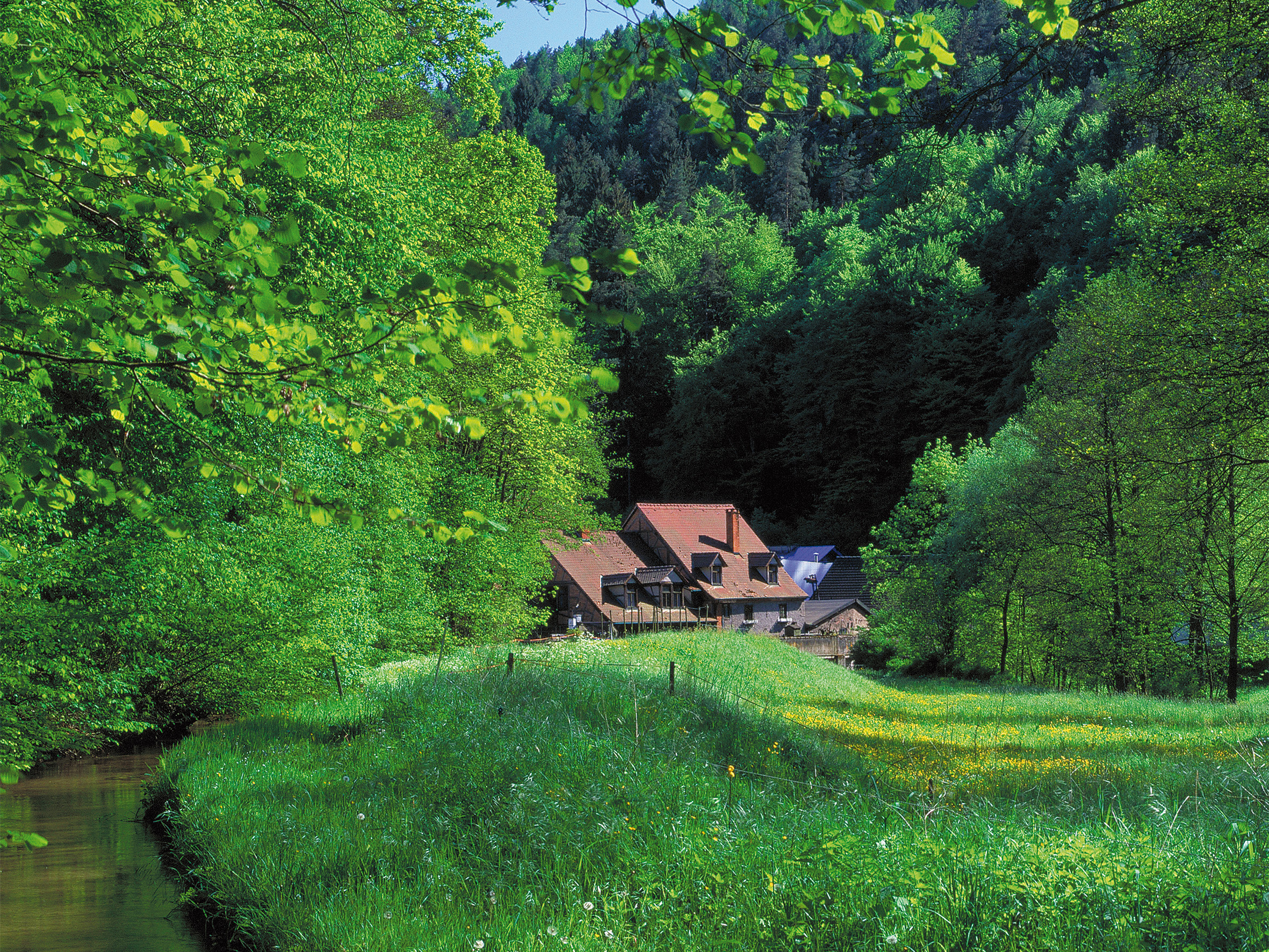
Eisenhammer Hasloch, Ursprung des Unternehmens Kurtz Ersa

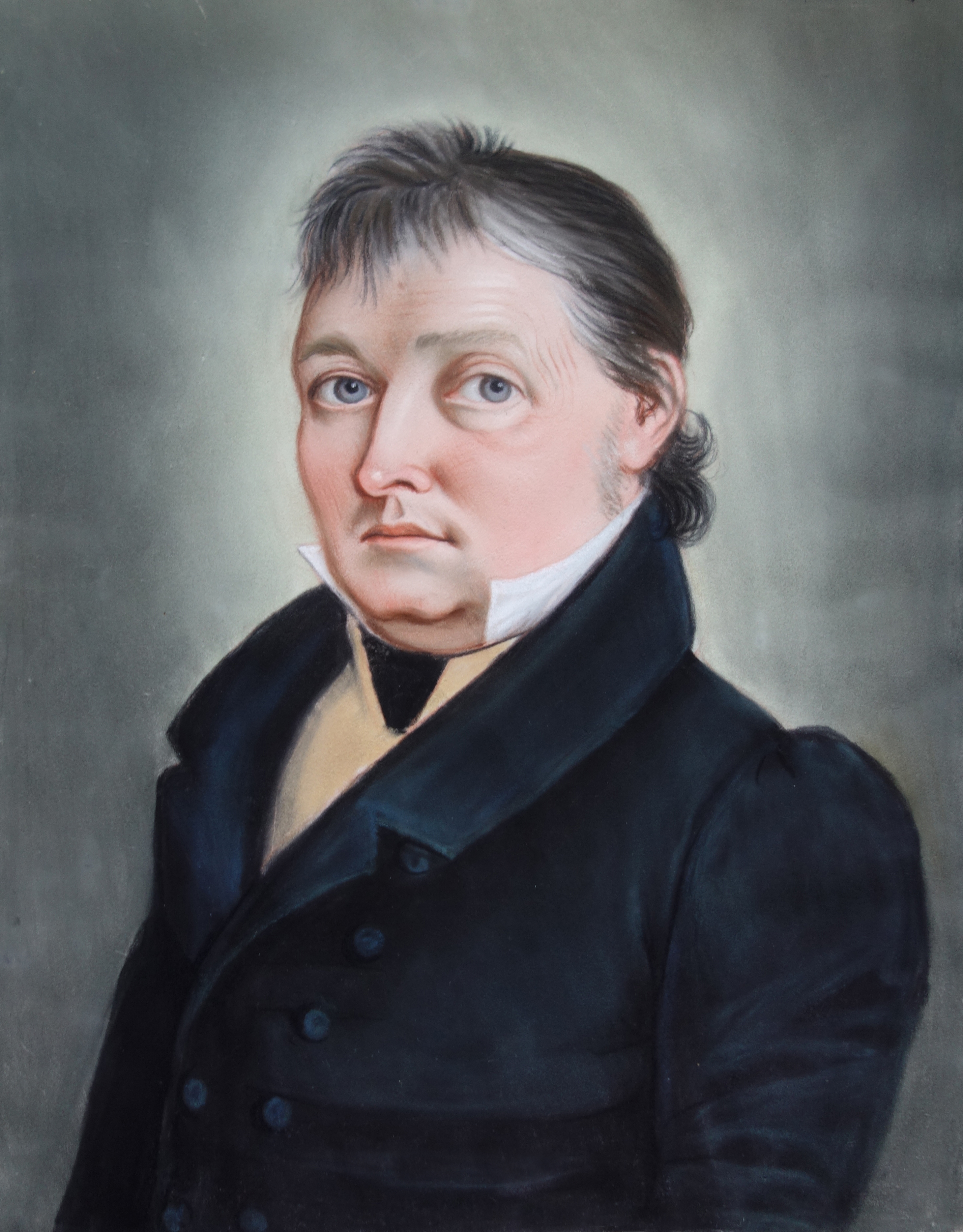
Johann Georg Kurtz übernimmt 1800 den Eisenhammer

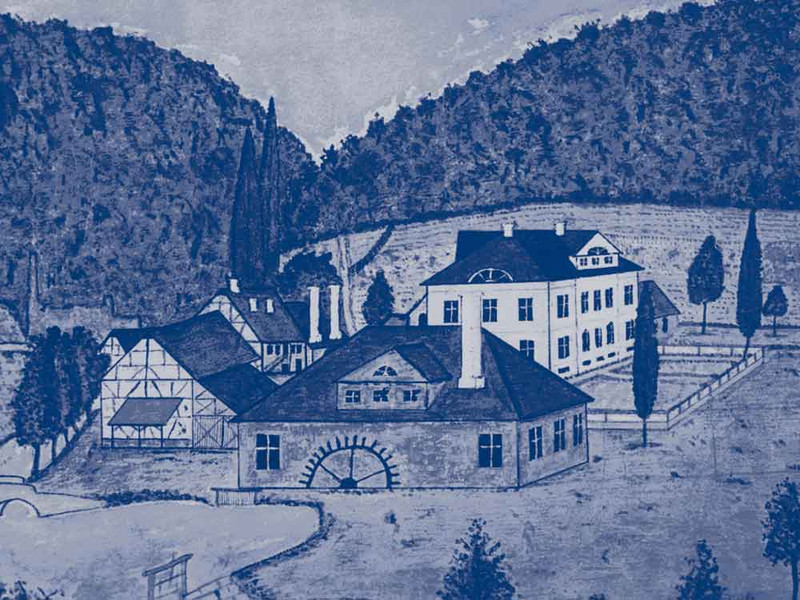
Eisenhammer Hasloch 1852, dargestellt in einem Stich

Am 24. März 1779 genehmigten die Grafen von Löwenstein-Wertheim den Bau eines Eisenhammers im Spessart, erste Betreiber waren die Brüder Tobias und Gottlieb Wenzel aus Löwenstein. Im Haseltal bei Hasloch fanden die Brüder einen passenden Ort zur Errichtung einer Hammerschmiede. Die zur Errichtung der Schmiede benötigten Eichenstämme lieferten das Forstamt Michelrieth sowie die Gemeinden Hasloch und Hasselberg. Bereits 1786 übernahm der Eisenhändler und Wertheimer Bürger Friedrich Eberhard Ludwig Greineisen den Eisenhammer für 3.800 Gulden. 14 Jahre später ging der Eisenhammer am 12. Dezember 1800 in den Besitz der Brüder Johann Georg und Johann Friedrich Kurtz aus Michelstadt über, Basis dazu war ein Erblehensvertrag mit den Grafen von Löwenstein-Wertheim. 1807 wurde Johann Georg Kurtz alleiniger Besitzer des Eisenhammers, seinem Bruder Johann Friedrich Kurtz kaufte er die andere Hälfte für 4.400 Gulden ab. 1830 übergab Johann Georg Kurtz den Eisenhammer an seinen ältesten Sohn Johann Philipp. Zu der Zeit gab es an Gebäuden neben dem Eisenhammer: ein Nebengebäude, Stallungen, ein Waschhaus und eine Kohlenhütte, vier Jahre später kam ein Wohnhaus dazu.

#### Vom Eisenschmied zum Gießer
1850 wurde die Familie Kurtz zur uneingeschränkten Eigentümerin des Eisenhammers. Im gleichen Jahr kaufte Johann Philipp Kurtz ein Stück der Heiligenwiese in Hasloch, um dort eine Eisengießerei mit Werkstatt zur Metallbearbeitung zu bauen. Ein Jahr später stellte er einen Antrag zur Anlage eines Drehwerks und Koppelofens – der Koppel- oder Kupolofen war als Vorrichtung zum Schmelzen von Metall das Herzstück der Gießerei. Die Angliederung einer Graugießerei 1852 und der Bau einer Maschinenfabrik 1860 erweiterten die Hammerschmiede, gefertigt wurden hauptsächlich Gussteile für landwirtschaftliche Maschinen, Eisenbahnen und Brückenbau.

### Ersa

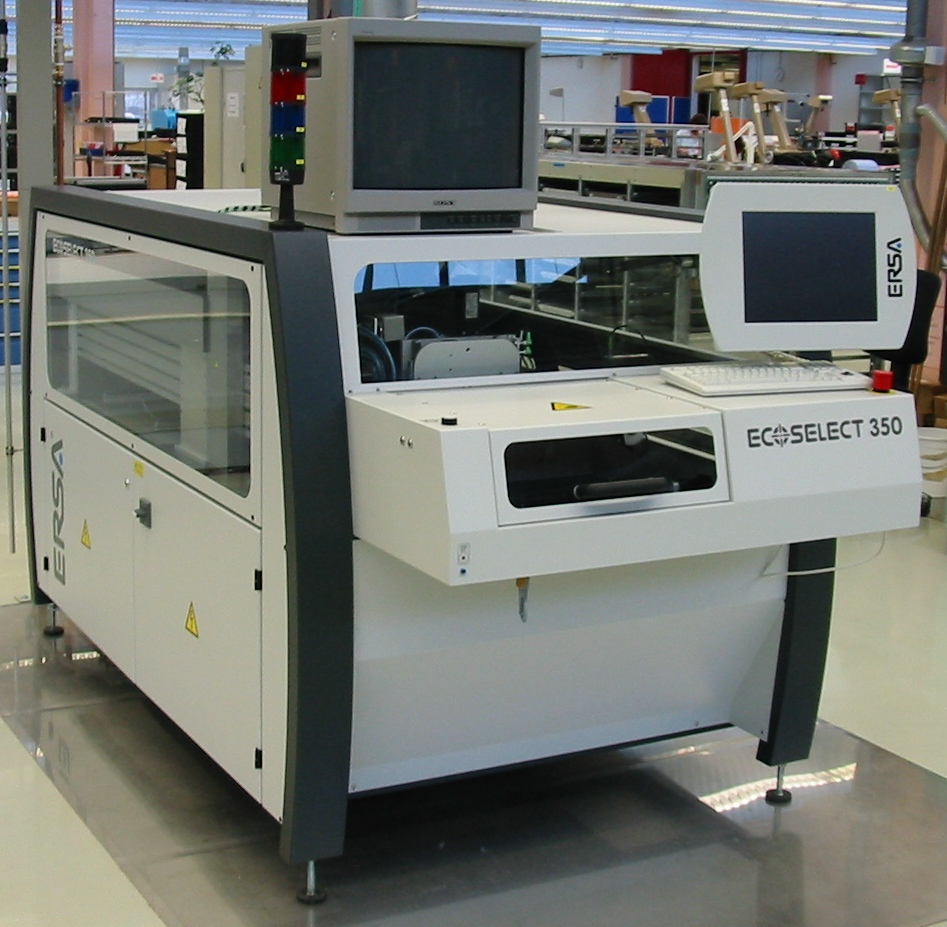
Selektiv-Lötanlage von Ersa

Die bis 1993 eigenständige Firma Ersa GmbH in Wertheim geht auf die im Jahre 1921 in Berlin von Ernst Sachs gegründete „Erste Spezialfabrik für elektrische Lötkolben“ zurück. Ernst Sachs produzierte dort den von ihm erfundenen elektrischen Lötkolben. Die Firma in Wertheim befasst sich bis heute mit Löttechnologien für die Elektronikfertigung und entwickelt neben Handlötkolben unter anderem Lötmaschinen, Lötstationen, Inspektionssysteme und Lotpastendrucker.

## Unternehmen
Die Kurtz Holding GmbH & Co. Beteiligungs KG ist ein in siebter Generation inhabergeführtes Familienunternehmen und als weltweiter Zuliefer- und Technologiekonzern im Maschinenbau tätig. Das Unternehmen umfasst mit seinen 14 Tochtergesellschaften die Geschäftsfelder Electronics Production Equipment (Elektronikfertigung), Automation und Moulding Machines (Schaumstoffmaschinen und Gießereimaschinen). In neun Produktionsstätten und vierzehn Auslandsniederlassungen werden u. a. Gießereimaschinen, Schablonendrucker, Lötmaschinen, Handlötwerkzeuge sowie Rework-, Inspektions- und Automatisierungssysteme produziert und vertrieben.
Kurtz Holding GmbH & Co. Beteiligungs KG Unternehmensstruktur:
- Kurtz GmbH & Co. KG, Kreuzwertheim
- Ersa GmbH, Wertheim[13]
- Kurtz Ersa Automation, Wertheim[14]
- SCHILLER AUTOMATION GmbH & Co. KG[15]
- Kurtz Ersa Logistik GmbH[16]
- Kurtz Ersa Hammer Academy GmbH
- Ph. Kurtz Eisenhammer GmbH & Co. KG, Hasloch
- Kurtz Verwaltungsgesellschaft mbH, Hasloch
- Gefolgschaftsunterstützung der Fa. Kurtz GmbH in Hasloch (Main) e. V., Hasloch
- Kurtz Ersa Asia Ltd., China, Hongkong[17]
- Kurtz Zhuhai Manufacturing Ltd., China, Zhuhai[17]
- Kurtz Shanghai Ltd., China, Shanghai[17]
- Kurtz Ersa, Inc., USA, Plymouth[18]
- Kurtz Ersa S.A. de C.V., Mexiko, Mexiko-Stadt[19]
- Société Kurtz France S.A.R.L., Frankreich, Haguenau[17]
- Kurtz Ersa Vietnam Company[20]
- Kurtz Ersa India - Smart Production Technologies Private Limited[21]

## Historische Spuren
- Eisenhammer Hasloch errichtet 1779 bei Hasloch, heute Industriedenkmal.

## Belege
1. 1 2  Kurtz Ersa in Zahlen, auf kurtzersa.de
2. ↑  Staatsarchiv Wertheim (im Folgenden: StAWt) - Faszikel Rep. 65 Nr. 90; Qu. 62: Anzeige des Verkaufs durch Greineisen.
3. ↑  StAWt-F Rep. 65 Nr. 90 I.
4. ↑  StAWü, Landratsamt Marktheidenfeld, Nr. 683.
5. ↑  Elektronikfertigung. Abgerufen am 10. Oktober 2023 (deutsch).
6. ↑  Ersa Chronologie. Abgerufen am 29. Dezember 2021.
7. ↑  Ersa Geschichte. ts.kurtzersa.de, abgerufen am 29. Dezember 2021.
8. ↑  Elektronikfertigung. Abgerufen am 10. Oktober 2023 (deutsch).
9. ↑  Automatisierung. Abgerufen am 10. Oktober 2023 (deutsch).
10. ↑  Partikelschaumverarbeitung. Abgerufen am 10. Oktober 2023 (deutsch).
11. ↑  Leichtmetallguss. Abgerufen am 10. Oktober 2023 (deutsch).
12. ↑  Bundesanzeiger. Bundesanzeiger, abgerufen am 29. November 2018.
13. ↑  Elektronikfertigung. Abgerufen am 10. Oktober 2023 (deutsch).
14. ↑  Automatisierung. Abgerufen am 10. Oktober 2023 (deutsch).
15. ↑  SCHILLER AUTOMATION GmbH & Co. KG. Abgerufen am 5. Februar 2025.
16. ↑  Kurtz Ersa Zentrallager eröffnet. Kurtz Holding GmbH & Co. Beteiligungs KG, 7. März 2018, abgerufen am 29. November 2018.
17. 1 2 3 4  Standorte. Abgerufen am 10. Oktober 2023 (deutsch).
18. ↑  Kurtz Ersa, Inc. Abgerufen am 10. Oktober 2023 (us).
19. ↑  Kurtz Ersa Magazin - Für Kunden und Geschäftsfreunde von Kurtz Ersa. Abgerufen am 10. Oktober 2023.
20. ↑  Kurtz Ersa Vietnam Company Limited. Abgerufen am 5. Februar 2025.
21. ↑  Kurtz Ersa India - Smart Production Technologies Private Limited. Abgerufen am 5. Februar 2025.

Koordinaten: 49° 47′ 24″ N, 9° 31′ 20″ O